# Kalnište
Kalnište este o comună slovacă, aflată în districtul Svidník din regiunea Prešov. Localitatea se află la altitudinea de 184 m deasupra n.m., se întinde pe o suprafață de 8,66 km2 și în 2017 număra 535 de locuitori.

## Istoric
Localitatea Kalnište este atestată documentar din 1363.

## Demografie
| An:                | 1994 | 2004   | 2014   | 2024   |
| ------------------ | ---- | ------ | ------ | ------ |
| Număr de persoane: | 521  | 558    | 549    | 503    |
| Diferență:         |      | +7,10% | −1,61% | −8,37% |

| An:                | 2023 | 2024   |
| ------------------ | ---- | ------ |
| Număr de persoane: | 513  | 503    |
| Diferență:         |      | −1,94% |